# Kamenika
Kamenika (lat. Saxifraga), veliki i najvažniji biljni rod u porodici Kamenikovke s preko 520 priznatih vrsta jednogodišnjeg i dvogodišnjeg raslinja i trajnica. U Hrvatskoj raste dvadesetak vrsta. Poznatije vrste su vriježasta, okruglolisna, klinastolisna i hibridna arendsijeva kamenika.
Ime roda dolazi od latinske riječi saxum (kamen) i frangere (razlomiti), zato što često rastu u pukotinama stijena i kamena.

## Vrste
1. Saxifraga acerifolia Wakab. & Satomi
2. Saxifraga adscendens L., pridignuta kamenika
3. Saxifraga afghanica Aitch. & Hemsl.
4. Saxifraga aizoides L., trepavičava kamenika
5. Saxifraga × akinfievii Galushko & Kudrjasch.
6. Saxifraga alberti Regel & Schmalh.
7. Saxifraga × alejandrei P.Vargas
8. Saxifraga aleutica Hultén
9. Saxifraga × alloysii-villarii T.E.Díaz, Fern.Areces & Pérez Carro
10. Saxifraga alpigena Harry Sm.
11. Saxifraga anadyrensis Losinsk.
12. Saxifraga andersonii Engl.
13. Saxifraga androsacea L.,planinska kamenika
14. Saxifraga angustata Harry Sm.
15. Saxifraga anisophylla Harry Sm.
16. Saxifraga aphylla Sternb.
17. Saxifraga aquatica Lapeyr.
18. Saxifraga arachnoidea Sternb.
19. Saxifraga × aragonensis H.J.Coste & Soulié
20. Saxifraga aretioides Lapeyr.
21. Saxifraga × arguellesii Carlón, J.M.González, M.Laínz, Moreno Mor., Rodr.Berd. & Ó.S
22. Saxifraga aristulata Hook.f. & Thomson
23. Saxifraga × arizagae Alejandre, Arizal. & Benito
24. Saxifraga artvinensis V.A.Matthews, kritično ugrožena
25. Saxifraga aspera L., kamenika trnasta
26. Saxifraga assamensis Wadhwa
27. Saxifraga atuntsiensis W.W.Sm.
28. Saxifraga aurantiaca Franch.
29. Saxifraga auriculata Engl. & Irmsch.
30. Saxifraga babiana T.E.Díaz & Fern.Prieto
31. Saxifraga baimashanensis C.Y.Wu
32. Saxifraga balfourii Engl. & Irmsch.
33. Saxifraga banmaensis J.T.Pan
34. Saxifraga × baregensis Rouy & E.G.Camus
35. Saxifraga benzilanensis H.Chuang
36. Saxifraga bergenioides C.Marquand
37. Saxifraga berica (Bég.) D.A.Webb
38. Saxifraga × bertolonii Sünd.
39. Saxifraga bicuspidata Hook.f.
40. Saxifraga biflora All.
41. Saxifraga bijiangensis H.Chuang
42. Saxifraga biternata Boiss.
43. Saxifraga × blatii Mateo, Fabado & C.Torres
44. Saxifraga blavii (Engl.) Beck
45. Saxifraga × blyttii Engl. & Irmsch.
46. Saxifraga × borderi Rouy & E.G.Camus
47. Saxifraga boreo-olympica Halda
48. Saxifraga bourgaeana Boiss. & Reut.
49. Saxifraga boussingaultii Brongn.
50. Saxifraga brachyphylla Franch.
51. Saxifraga brachypoda D.Don
52. Saxifraga brachypodoidea J.T.Pan
53. Saxifraga bracteata D.Don
54. Saxifraga brevicaulis Harry Sm.
55. Saxifraga bronchialis L.
56. Saxifraga brunneopunctata Harry Sm.
57. Saxifraga brunonis Ser.
58. Saxifraga bryoides L.
59. Saxifraga bulbifera L., lukovičasta kamenika
60. Saxifraga bulleyana Engl. & Irmsch.
61. Saxifraga burseriana L.
62. Saxifraga cacuminum Harry Sm.
63. Saxifraga × cadevallii Luizet & Soulié
64. Saxifraga caesia L., modrozelena kamenika
65. Saxifraga callosa Sm.
66. Saxifraga calopetala Harry Sm.
67. Saxifraga × camboana Font Quer
68. Saxifraga camposii Boiss. & Reut.
69. Saxifraga canaliculata Boiss. & Reut. ex Engl.
70. Saxifraga candelabrum Franch.
71. Saxifraga × capitata Lapeyr.
72. Saxifraga caprariae Mannocci, Ferretti, Mazzoncini & Viciani
73. Saxifraga cardiophylla Franch.
74. Saxifraga carinata Oett.
75. Saxifraga carnosula Mattf.
76. Saxifraga carpatica Sternb.
77. Saxifraga carpetana Boiss. & Reut.
78. Saxifraga caspica Sliplivinsky
79. Saxifraga caucasica Sommier & Levier
80. Saxifraga caveana W.W.Sm.
81. Saxifraga cebennensis Rouy & E.G.Camus
82. Saxifraga × celtiberica Fuente, Sánchez Mata & G.Navarro
83. Saxifraga cernua L.
84. Saxifraga cespitosa L.
85. Saxifraga chadwellii Wadhwa
86. Saxifraga champutungensis H.Chuang
87. Saxifraga cherlerioides D.Don
88. Saxifraga chionophila Franch.
89. Saxifraga chrysantha A.Gray
90. Saxifraga chrysanthoides Engl. & Irmsch.
91. Saxifraga chumbiensis Engl. & Irmsch.
92. Saxifraga × churchillii Huter
93. Saxifraga ciliatopetala (Engl. & Irmsch.) J.T.Pan
94. Saxifraga cinerascens Engl. & Irmsch.
95. Saxifraga cinerea Harry Sm.
96. Saxifraga cintrana Kuzinsky ex Willk.
97. Saxifraga clivorum Harry Sm.
98. Saxifraga coarctata W.W.Sm.
99. Saxifraga × cochleariifolia Schrad. ex Kunze
100. Saxifraga cochlearis Rchb.
101. Saxifraga columnaris Schmalh. ex Akinf.
102. Saxifraga × columpoda Holubec
103. Saxifraga congestiflora Engl. & Irmsch.
104. Saxifraga conifera Coss. & Durieu
105. Saxifraga × conradiae J.Prudhomme
106. Saxifraga consanguinea W.W.Sm.
107. Saxifraga contrarea Harry Sm.
108. Saxifraga cordigera Hook.f. & Thomson
109. Saxifraga corsica (Ser.) Gren. & Godr.
110. Saxifraga cortusifolia Siebold & Zucc.
111. Saxifraga × costei Luizet & Soulié
112. Saxifraga cotyledon L.
113. Saxifraga × crawfordii E.S.Marshall
114. Saxifraga crustata Vest, korasta kamenika
115. Saxifraga culcitosa Mattf.
116. Saxifraga cuneata Willd.
117. Saxifraga cuneifolia L., klinastolisna kamenika
118. Saxifraga cymbalaria L.
119. Saxifraga dahaiensis H.Chuang
120. Saxifraga daochengensis J.T.Pan
121. Saxifraga daqiaoensis F.G.Wang & F.W.Xing
122. Saxifraga × darrieuxii Luizet & Soulié
123. Saxifraga × davidis-webbii P.Vargas
124. Saxifraga debilis Engelm. ex A.Gray
125. Saxifraga decora Harry Sm.
126. Saxifraga decussata J.Anthony
127. Saxifraga × degeniana Hand.-Mazz. & J.Wagner
128. Saxifraga demnatensis Coss. ex Engl. & Irmscher
129. Saxifraga densifoliata Engl. & Irmsch.
130. Saxifraga depressa Sternb.
131. Saxifraga deqenensis C.Y.Wu
132. Saxifraga × desetangsii Luizet & Soulié
133. Saxifraga dianxibeiensis J.T.Pan
134. Saxifraga diapensia Harry Sm.
135. Saxifraga diapensioides Bellardi
136. Saxifraga dichotoma Willd.
137. Saxifraga dielsiana Engl. & Irmsch.
138. Saxifraga diffusicallosa C.Y.Wu
139. Saxifraga dingqingensis J.T.Pan
140. Saxifraga dinnikii Schmalh. ex Akinf.
141. Saxifraga × dinninaris Holubec
142. Saxifraga diversifolia Wall. ex Ser.
143. Saxifraga dongchuanensis H.Chuang
144. Saxifraga dongwanensis H.Chuang
145. Saxifraga doyalana Harry Sm.
146. Saxifraga drabiformis Franch.
147. Saxifraga draboides C.Y.Wu
148. Saxifraga dshagalensis Engl.
149. Saxifraga eglandulosa Engl.
150. Saxifraga egregia Engl.
151. Saxifraga egregioides J.T.Pan
152. Saxifraga elatinoides Hand.-Mazz.
153. Saxifraga elliotii Harry Sm.
154. Saxifraga elliptica Engl. & Irmsch.
155. Saxifraga embergeri Maire
156. Saxifraga engleriana Harry Sm.
157. Saxifraga epiphylla Gornall & H.Ohba
158. Saxifraga erectisepala J.T.Pan
159. Saxifraga erinacea Harry Sm.
160. Saxifraga erioblasta Boiss. & Reut.
161. Saxifraga eschholzii Sternb.
162. Saxifraga exarata Vill.
163. Saxifraga excellens Harry Sm.
164. Saxifraga facchinii W.D.J.Koch
165. Saxifraga × farreri Druce ex Farrer
166. Saxifraga × faucicola T.E.Díaz, Fern.Areces & Pérez Carro
167. Saxifraga federici-augusti Biasol.
168. Saxifraga felineri P.Vargas
169. Saxifraga ferdinandi-coburgi Kellerer & Sünd.
170. Saxifraga filicaulis Wall. ex Ser.
171. Saxifraga filifolia J.Anthony
172. Saxifraga finitima W.W.Sm.
173. Saxifraga flaccida J.T.Pan
174. Saxifraga flagellaris Willd.
175. Saxifraga flavida Harry Sm.
176. Saxifraga flexilis W.W.Sm.
177. Saxifraga florulenta Moretti
178. Saxifraga × fontqueri Pau
179. Saxifraga × forojulensis Sünd.
180. Saxifraga forrestii Engl. & Irmsch.
181. Saxifraga × forsteri Stein
182. Saxifraga fortunei Hook.
183. Saxifraga fragilis Schrank
184. Saxifraga fragosoi Sennen
185. Saxifraga ganeshii H.Ohba & S.Akiyama
186. Saxifraga × gaudinii Brügger
187. Saxifraga gedangensis J.T.Pan
188. Saxifraga gemmigera Engl. ex Diels
189. Saxifraga gemmipara Franch.
190. Saxifraga gemmulosa Boiss.
191. Saxifraga genesiana P.Vargas
192. Saxifraga × gentyana Bouchard
193. Saxifraga georgei J.Anthony
194. Saxifraga geranioides L.
195. Saxifraga × geum L.
196. Saxifraga giraldiana Engl.
197. Saxifraga glabella Bertol.
198. Saxifraga glabricaulis Harry Sm.
199. Saxifraga glacialis Harry Sm.
200. Saxifraga glaucophylla Franch.
201. Saxifraga globulifera Desf.
202. Saxifraga gonggashanensis J.T.Pan
203. Saxifraga gongshanensis T.C.Ku
204. Saxifraga granulata L., zrnata kamenika
205. Saxifraga granulifera Harry Sm.
206. Saxifraga × guadarramica Fern.Casas
207. Saxifraga gyalana C.Marquand & Airy Shaw
208. Saxifraga habaensis C.Y.Wu ex H.Chuang
209. Saxifraga haenseleri Boiss. & Reut.
210. Saxifraga hakkariensis Firat
211. Saxifraga harae H.Ohba & Wakab.
212. Saxifraga hariotii Luizet & Soulié
213. Saxifraga harry-smithii Wadhwa
214. Saxifraga × hausmannii A.Kern.
215. Saxifraga × haussknechtii Stein
216. Saxifraga hederacea L.
217. Saxifraga hederifolia Hochst. ex A.Rich.
218. Saxifraga heleonastes Harry Sm.
219. Saxifraga hemisphaerica Hook.f. & Thomson
220. Saxifraga hengduanensis H.Chuang
221. Saxifraga × hetenbeliana Bürgel
222. Saxifraga heteroclada Harry Sm.
223. Saxifraga heterocladoides J.T.Pan
224. Saxifraga heterotricha C.Marquand & Airy Shaw
225. Saxifraga hirculoides Decne.
226. Saxifraga hirculus L.
227. Saxifraga hirsuta L.
228. Saxifraga hispidula D.Don
229. Saxifraga hohenwartii Vest ex Sternb.
230. Saxifraga hookeri Engl. & Irmsch.
231. Saxifraga hostii Tausch
232. Saxifraga hyperborea R.Br.
233. Saxifraga hypericoides Franch.
234. Saxifraga hypnoides L.
235. Saxifraga hypostoma Harry Sm.
236. Saxifraga imparilis Balf.f.
237. Saxifraga implicans Harry Sm.
238. Saxifraga inconspicua W.W.Sm.
239. Saxifraga insolens Irmsch.
240. Saxifraga intricata Lapeyr.
241. Saxifraga iranica Bornm.
242. Saxifraga irrigua M.Bieb.
243. Saxifraga isophylla Harry Sm.
244. Saxifraga italica D.A.Webb
245. Saxifraga jacquemontiana Decne.
246. Saxifraga jainzhuglaensis J.T.Pan
247. Saxifraga jaljalensis H.Ohba & S.Akiyama
248. Saxifraga jamalensis Zhmylev & Razzh.
249. Saxifraga jarmilae Halda
250. Saxifraga jingdongensis H.Chuang
251. Saxifraga josephi Engl. ex Diels
252. Saxifraga × jouffroyi Rouy
253. Saxifraga juniperifolia Adams
254. Saxifraga jurtzevii Zhmylev
255. Saxifraga × karacardica Bürgel
256. Saxifraga karadzicensis (Degen & Košanin) Bürgel
257. Saxifraga kashmeriana U.Dhar & Kachroo
258. Saxifraga kegangii D.G.Zhang, Ying Meng & M.H.Zhang
259. Saxifraga khiakhensis Holubec & Krivka
260. Saxifraga kinchingingae Engl.
261. Saxifraga kingiana Engl. & Irmsch.
262. Saxifraga × kochii Hornung
263. Saxifraga koelzii Schönb.-Tem.
264. Saxifraga kongboensis Harry Sm.
265. Saxifraga korshinskyi Kom.
266. Saxifraga kotschyi Boiss.
267. Saxifraga kumaunensis Engl.
268. Saxifraga kwangsiensis Chun & F.C.How ex C.Z.Gao & G.Z.Li
269. Saxifraga lactea Turcz.
270. Saxifraga × lainzii P.Vargas
271. Saxifraga latepetiolata Willk.
272. Saxifraga latiflora Hook.f. & Thomson
273. Saxifraga × lecomtei Luizet & Soulié
274. Saxifraga lepida Harry Sm.
275. Saxifraga × lhommei H.J.Coste & Soulié
276. Saxifraga × lhostei Bouchard
277. Saxifraga likiangensis Franch.
278. Saxifraga lilacina Duthie
279. Saxifraga linearifoiia Engl. & Irmsch.
280. Saxifraga litangensis Engl.
281. Saxifraga lixianensis T.C.Ku
282. Saxifraga llonakhensis W.W.Sm.
283. Saxifraga longifolia Lapeyr., pirenejska kamenika
284. Saxifraga loripes J.Anthony
285. Saxifraga losae Sennen
286. Saxifraga lowndesii Harry Sm.
287. Saxifraga ludingensis J.T.Pan
288. Saxifraga ludlowii Harry Sm.
289. Saxifraga luizetiana Emb. & Maire
290. Saxifraga × luizetii Sennen
291. Saxifraga lushuiensis H.Chuang
292. Saxifraga × luteopurpurea Lapeyr.
293. Saxifraga luteoviridis Schott & Kotschy
294. Saxifraga lychnitis Hook.f. & Thomson
295. Saxifraga macrocalyx Tolm.
296. Saxifraga macrostigmatoides Engl.
297. Saxifraga maderensis D.Don
298. Saxifraga magellanica Poir.
299. Saxifraga maireana Luizet
300. Saxifraga marginata Sternb., obrubljena kamenika
301. Saxifraga × martyi Luizet & Soulié
302. Saxifraga × mattfeldii Engl.
303. Saxifraga maweana Baker
304. Saxifraga maxionggouensis J.T.Pan
305. Saxifraga mazanderanica Rech.f.
306. Saxifraga media Gouan
307. Saxifraga medogensis J.T.Pan
308. Saxifraga meeboldii Engl. & Irmsch.
309. Saxifraga megacordia C.Y.Wu ex H.Chuang
310. Saxifraga × melzeri Köckinger
311. Saxifraga mengtzeana Engl. & Irmsch.
312. Saxifraga mertensiana Bong.
313. Saxifraga micans Harry Sm.
314. Saxifraga microcephala A.P.Khokhr. & Kuvaev
315. Saxifraga microgyna Engl. & Irmsch.
316. Saxifraga microviridis H.Hara
317. Saxifraga minutifoliosa C.Y.Wu ex H.Chuang
318. Saxifraga minutissima D.S.Rawat
319. Saxifraga mira Harry Sm.
320. Saxifraga miralana Harry Sm.
321. Saxifraga × miscellanea Luizet & Soulié
322. Saxifraga monantha Harry Sm.
323. Saxifraga moncayensis D.A.Webb
324. Saxifraga montanella Harry Sm.
325. Saxifraga montis-christi Mannocci, Ferretti, Mazzoncini & Viciani
326. Saxifraga × montserratii T.E.Díaz, Fern.Areces & Pérez Carro
327. Saxifraga moorcroftiana (Ser.) Wall. ex Sternb.
328. Saxifraga moschata Wulfen
329. Saxifraga mucronulata Royle
330. Saxifraga mucronulatoides J.T.Pan
331. Saxifraga × muretii Rambert
332. Saxifraga muscoides All., mahovinasta kamenika
333. Saxifraga mutata L.
334. Saxifraga nakaoi Kitam.
335. Saxifraga nakaoides J.T.Pan
336. Saxifraga nambulana Harry Sm.
337. Saxifraga namdoensis Harry Sm.
338. Saxifraga nana Engl.
339. Saxifraga nanella Engl. & Irmsch.
340. Saxifraga nanelloides C.Y.Wu
341. Saxifraga nangqenica J.T.Pan
342. Saxifraga nangxianensis J.T.Pan
343. Saxifraga nathorstii (Dusén) Hayek
344. Saxifraga nayarii Wadhwa
345. Saxifraga neopropagulifera H.Hara
346. Saxifraga nevadensis Boiss.
347. Saxifraga nigroglandulifera N.P.Balakr.
348. Saxifraga nigroglandulosa Engl. & Irmsch.
349. Saxifraga nipponica Makino
350. Saxifraga nishidae Miyabe & Kudô
351. Saxifraga × novacastelensis Fairb. & Gornall
352. Saxifraga numidica Maire
353. Saxifraga × obscura Gren. & Godr.
354. Saxifraga odontophylla Wall. ex Sternb.
355. Saxifraga omolojensis A.P.Khokhr.
356. Saxifraga omphalodifolia Hand.-Mazz.
357. Saxifraga oppositifolia L., nasuprotnolisna kamenika
358. Saxifraga oreophila Franch.
359. Saxifraga osloensis Knaben
360. Saxifraga ovczinnikovii Kamelin
361. Saxifraga × padellae Brügger
362. Saxifraga paiquensis J.T.Pan
363. Saxifraga palpebrata Hook.f. & Thomson
364. Saxifraga paniculata Mill., metličasta kamenika
365. Saxifraga paradoxa Sternb.
366. Saxifraga pardanthina Hand.-Mazz.
367. Saxifraga parkaensis J.T.Pan
368. Saxifraga parnassifolia D.Don
369. Saxifraga parnassiodes Regel & Schmalh.
370. Saxifraga parva Hemsl.
371. Saxifraga × patens Gaudin
372. Saxifraga × paxii Engl. & Irmsch.
373. Saxifraga pedemontana All.
374. Saxifraga pellucida C.Y.Wu
375. Saxifraga pentadactylis Lapeyr.
376. Saxifraga peplidifolia Franch.
377. Saxifraga peraristulata Mattf.
378. Saxifraga perpusilla Hook.f. & Thomson
379. Saxifraga petraea L., kamenjarska kamenika
380. Saxifraga pilifera Hook.f. & Thomson
381. Saxifraga × polita (Haw.) Link
382. Saxifraga poluniniana Harry Sm.
383. Saxifraga porophylla Bertol.
384. Saxifraga × portae Stein
385. Saxifraga portosanctana Boiss.
386. Saxifraga praetermissa D.A.Webb
387. Saxifraga pratensis Engl. & Irmsch.
388. Saxifraga prattii Engl. & Irmsch.
389. Saxifraga prenja Beck
390. Saxifraga presolanensis Engl., ugrožena
391. Saxifraga × prietoi T.E.Díaz, Fern.Areces & Pérez Carro
392. Saxifraga × prudhommei Aubin
393. Saxifraga przewalskii Engl.
394. Saxifraga × pseudocontinentalis T.E.Díaz, Fern.Areces & Pérez Carro
395. Saxifraga pseudohirculus Engl.
396. Saxifraga pseudolaevis Oett.
397. Saxifraga pseudoparvula H.Chuang
398. Saxifraga pubescens Pourr.
399. Saxifraga pulchra Engl. & Irmsch.
400. Saxifraga pulvinaria Harry Sm.
401. Saxifraga punctulata Engl.
402. Saxifraga punctulatoides J.T.Pan
403. Saxifraga quadrifaria Engl. & Irmsch.
404. Saxifraga × ramondii Luizet & Neyraut
405. Saxifraga ramsarica Jamzad
406. Saxifraga ramulosa Wall. ex Ser.
407. Saxifraga × rayei Fairb. & Gornall
408. Saxifraga × recoderi Fern.Areces, L.Villar & T.E.Díaz
409. Saxifraga retusa Gouan
410. Saxifraga reuteriana Boiss.
411. Saxifraga × reyeri Huter
412. Saxifraga rhodopetala Harry Sm.
413. Saxifraga × richteri Luizet & Soulié
414. Saxifraga rigoi Freyn ex Porta
415. Saxifraga × rivas-martinezii T.E.Díaz, Fern.Areces & Pérez Carro
416. Saxifraga rivularis L.
417. Saxifraga rizhaoshanensis J.T.Pan
418. Saxifraga rosacea Moench
419. Saxifraga rotundifolia L., okruglolisna kamenika
420. Saxifraga rotundipetala J.T.Pan
421. Saxifraga roylei Harry Sm.
422. Saxifraga rufescens Balf.f.
423. Saxifraga rupicola Franch.
424. Saxifraga saginoides Hook.f. & Thomson
425. Saxifraga × saleixiana Gaussen & Lebrun
426. Saxifraga × salmonica E.H.Jenkins
427. Saxifraga sancta Griseb.
428. Saxifraga sanguinea Franch.
429. Saxifraga saxatilis Harry Sm.
430. Saxifraga saxicola Harry Sm.
431. Saxifraga saxorum Harry Sm.
432. Saxifraga scardica Griseb.
433. Saxifraga scleropoda Sommier & Levier
434. Saxifraga sediformis Engl. & Irmsch.
435. Saxifraga sedoides L., kamenika bodkasta
436. Saxifraga seguieri Spreng.
437. Saxifraga selemdzhensis Gorovoj & Vorosch.
438. Saxifraga sempervivum K.Koch
439. Saxifraga sendaica Maxim.
440. Saxifraga serotina Sipliv.
441. Saxifraga serpyllifolia Pursh
442. Saxifraga serrula Harry Sm.
443. Saxifraga sessiliflora Harry Sm.
444. Saxifraga sheqilaensis J.T.Pan
445. Saxifraga sherriffii Harry Sm.
446. Saxifraga sibirica L.
447. Saxifraga sibthorpii Boiss.
448. Saxifraga sichotensis Gorovoj & N.S.Pavlova
449. Saxifraga sieversiana Sternb.
450. Saxifraga signata Engl. & Irmsch.
451. Saxifraga signatella C.Marquand
452. Saxifraga sikkimensis Engl.
453. Saxifraga sinomontana J.T.Pan & Gornall
454. Saxifraga smithiana Irmsch.
455. Saxifraga × somedana Fern.Prieto & T.E.Díaz
456. Saxifraga × sorianoi García Maroto & Gómez-Merc.
457. Saxifraga × souliei H.J.Coste
458. Saxifraga spathularis Brot.
459. Saxifraga sphaeradena Harry Sm.
460. Saxifraga spruneri Boiss.
461. Saxifraga squarrosa Sieber
462. Saxifraga staintonii Harry Sm.
463. Saxifraga stella-aurea Hook.f. & Thomson
464. Saxifraga stellariifolia Franch.
465. Saxifraga stelleriana Merklein ex Ser.
466. Saxifraga stenophylla Royle
467. Saxifraga stolitzkae Duthie ex Engl. & Irmsch.
468. Saxifraga stolonifera Curtis
469. Saxifraga stribrnyi (Velen.) Podp.
470. Saxifraga strigosa Wall. ex Ser.
471. Saxifraga styriaca Köckinger
472. Saxifraga subaequifoliata Irmsch.
473. Saxifraga subamplexicaulis Engl. & Irmsch.
474. Saxifraga sublinearifolia J.T.Pan
475. Saxifraga submonantha A.P.Khokhr. & Kuvaev
476. Saxifraga subomphalodifolia J.T.Pan
477. Saxifraga subsessiliflora Engl. & Irmsch.
478. Saxifraga subspathulata Engl. & Irmsch.
479. Saxifraga substrigosa J.T.Pan
480. Saxifraga subternata Harry Sm.
481. Saxifraga subtsangchanensis J.T.Pan
482. Saxifraga subverticillata Boiss.
483. Saxifraga × superba Rouy & E.G.Camus
484. Saxifraga svalbardensis Øvstedal
485. Saxifraga tangutica Engl.
486. Saxifraga taraktophylla C.Marquand & Airy Shaw
487. Saxifraga tatsienluensis Engl.
488. Saxifraga taygetea Boiss. & Heldr.
489. Saxifraga taylorii Calder & Savile
490. Saxifraga tenella Wulfen
491. Saxifraga tentaculata C.E.C.Fisch.
492. Saxifraga terektensis Bunge
493. Saxifraga thiantha Harry Sm.
494. Saxifraga × thrinax Rech.
495. Saxifraga tibetica Losinsk.
496. Saxifraga tigrina Harry Sm.
497. Saxifraga × tiroliensis A.Kern.
498. Saxifraga tombeanensis Boiss. ex Engl., ugrožena
499. Saxifraga trabutiana Engl. & Irmsch.
500. Saxifraga trautvetteri Manden.
501. Saxifraga triaristulata Hand.-Mazz.
502. Saxifraga tricrenata Pau & Font Quer
503. Saxifraga tricuspidata Rottb.
504. Saxifraga tridactylites L., prstasta kamenika
505. Saxifraga trifurcata Schrad.
506. Saxifraga tsangchanensis Franch.
507. Saxifraga × tukuchensis Bürgel
508. Saxifraga umbellulata Hook.f. & Thomson
509. Saxifraga umbrosa L., sjenovita kamenika
510. Saxifraga unguiculata Engl.
511. Saxifraga unguipetala Engl. & Irmsch.
512. Saxifraga uninervia J.Anthony
513. Saxifraga × urbionica Losa
514. Saxifraga vacillans Harry Sm.
515. Saxifraga valdensis DC.
516. Saxifraga valleculosa H.Chuang
517. Saxifraga vandellii Sternb.
518. Saxifraga vayredana Luizet
519. Saxifraga × verguinii Luizet & Soulié
520. Saxifraga versicallosa C.Y.Wu ex H.Chuang
521. Saxifraga vespertina (Small) Fedde
522. Saxifraga × vetteri Burnat
523. Saxifraga × vetteriana Beauverd
524. Saxifraga × vierhapperi Hand.-Mazz.
525. Saxifraga virgularis Harry Sm.
526. Saxifraga viscidula Hook.f. & Thomson
527. Saxifraga voroschilovii Sipliv.
528. Saxifraga vulcanica Sipliv.
529. Saxifraga vvedenskyi Abdull.
530. Saxifraga wahlenbergii Ball
531. Saxifraga wallichiana Sternb.
532. Saxifraga wardii W.W.Sm.
533. Saxifraga wenchuanensis T.C.Ku
534. Saxifraga wendelboi Schönb.-Tem.
535. Saxifraga werneri Font Quer & Pau
536. Saxifraga × wettsteinii Brügger
537. Saxifraga × wilczekii Verg. & Neyraut ex Luizet
538. Saxifraga williamsii Harry Sm.
539. Saxifraga xiaozhongdianensis J.T.Pan
540. Saxifraga yarlungzangboensis J.T.Pan
541. Saxifraga yezhiensis C.Y.Wu
542. Saxifraga yoshimurae Miyabe & Tatew.
543. Saxifraga yushuensis J.T.Pan
544. Saxifraga × yvesii Neyraut & Verg. ex Luizet
545. Saxifraga zayuensis T.C.Ku
546. Saxifraga zhidoensis J.T.Pan
547. Saxifraga zimmermannii Baehni
548. Saxifraga × zimmeteri A.Kern.